# Jamaal Tinsley
Pour les articles homonymes, voir Tinsley.

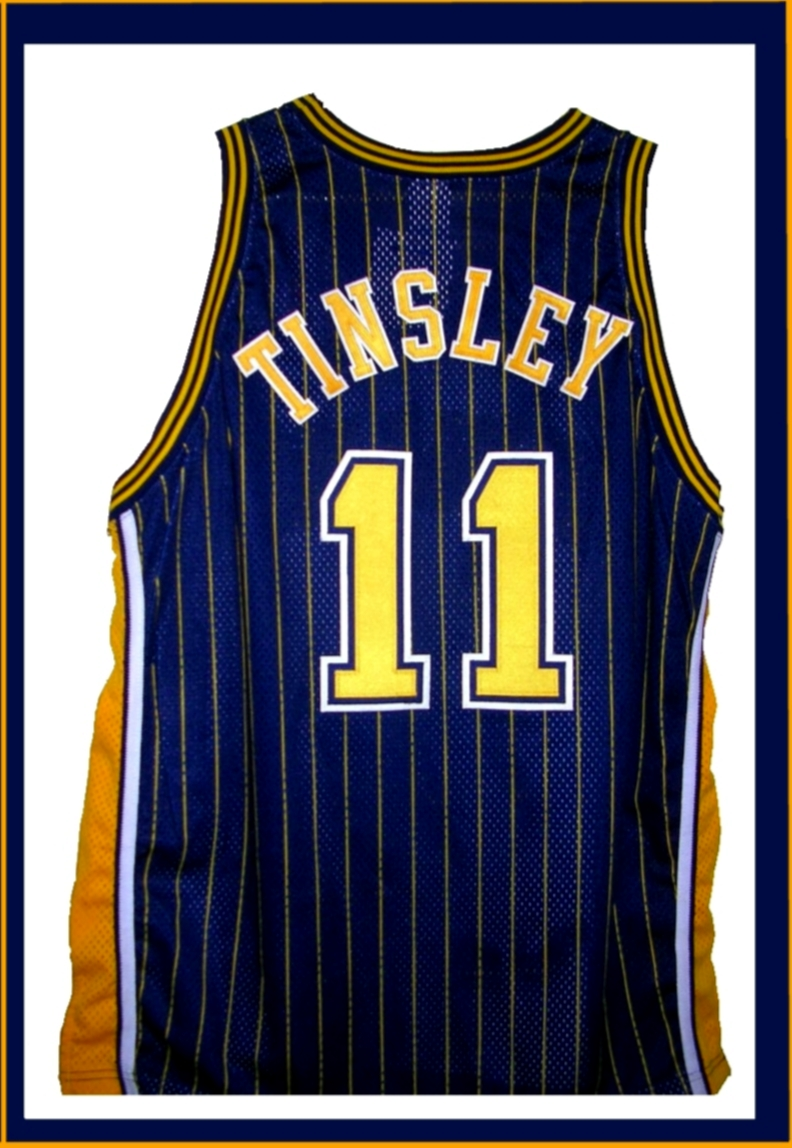
Le maillot de Tinsley chez les Pacers de l'Indiana

Jamaal Lee Tinsley, né le 28 février 1978 à Brooklyn (New York), est un joueur américain de basket-ball évoluant au poste de meneur.
Tinsley a été drafté en 2001 en 27e position à sa sortie de l'université de l'État d'Iowa par les Memphis Grizzlies et a été immédiatement transféré aux Indiana Pacers.

## Biographie

### Carrière universitaire
Dans son adolescence Tinsley joue au Rucker Park de New York comme l'avaient fait avant lui Wilt Chamberlain, Julius Erving, Nate Archibald, Earl Monroe ou Allen Iverson.
Tinsley passe deux saisons universitaires dans l'équipe des Iowa State Cyclones. L'équipe remporte à deux reprises le titre de saison régulière de la Big 12 Conference et arrive en 2000 en quart de finale du tournoi universitaire NCAA. Tinsley reçoit en 2001 le titre de joueur de l'année de la Big 12 Conference.

### Carrière professionnelle
Il est drafté en 2001 par les Grizzlies en 27e position avant d'être envoyé aux Pacers.
Tinsley a rapidement été titularisé au poste de meneur par l'entraîneur des Pacers Isiah Thomas et a réalisé six bonnes premières semaines avant de stagner (Rookie wall). Sur l'année 2001 il marque 9,4 points et fait 8,1 passes décisives par match en moyenne. Durant cette saison, il devient le plus jeune joueur de l’histoire, dépassé ensuite par Andreï Kirilenko à réussir un five-by-five avec 12 points, 9 rebonds, 15 passes décisives, 6 interceptions et 5 contres.
Tinsley a joué 73 matchs pour les Pacers en 2002-2003 dont 69 comme titulaire et affiche des statistiques de 7,8 points et 7,5 passes décisives par match.
L'année suivante, Rick Carlisle devient le nouvel entraîneur des Pacers et titularise Kenny Anderson au poste de titulaire et Anthony Johnson au poste de remplaçant. Tinsley devient le 3e meneur. À la suite de blessures d'Anderson et Johnson, Tinsley redevient titulaire. Il reste titulaire après le retour de blessure d'Anderson et Johnson. Les Pacers se qualifient pour les play-offs de la conférence Est.
Tinsley a passé la plus grande partie de la saison 2004-2005 sur la liste des blessés (comme nombre de ses coéquipiers). Mais l'équipe enregistre un bilan de 44 victoires pour 38 défaites et une sixième place dans la conférence Est. Tinsley manque les quatre premiers matchs du premier tour contre les Boston Celtics, mais lors du 5e match il conduit son équipe à la victoire.
En octobre 2006, Jamaal Tinsley est présent lors d'un incident au cours duquel son coéquipier Stephen Jackson tire des coups de feu en l'air pour se défendre. En février 2007, Tinsley se bagarre dans un bar d'Indianapolis, les chefs d'accusation sont mis en suspens pendant 2 ans. Plus tard, une petite quantité de cannabis a été trouvée dans la voiture de Tinsley mais dans le siège passager. Aucune charge n'a été retenue contre lui.
À l'été 2008, les Pacers lui interdisent de jouer avec l'équipe. Le syndicat des joueurs dépose une plainte en février 2009 contre les Pacers mais à la suite du licenciement de Tinsley le 22 juillet 2009, le dossier est abandonné.
En novembre 2009, il signe un contrat aux Memphis Grizzlies pour pallier l'absence d'Allen Iverson et pour épauler Mike Conley.

## Palmarès

### Distinctions personnelles

#### Universitaires
- Nommé dans la Consensus second-team All-American en 2001.
- Nommé joueur de l'année de la conférence Big 12 en 2001.

#### Professionnelles
- Nommé dans la NBA All-Rookie Second Team en 2002.

## Records sur une rencontre en NBA
Les records personnels de Jamaal Tinsley en NBA sont les suivants, :
| Record de la franchise |

| Type de statistique        | Saison régulière | Saison régulière            | Saison régulière | Playoffs | Playoffs             | Playoffs      |
| Type de statistique        | Record           | Adversaire                  | Date             | Record   | Adversaire           | Date          |
| -------------------------- | ---------------- | --------------------------- | ---------------- | -------- | -------------------- | ------------- |
| Points                     | 37               | @ Timberwolves du Minnesota | 13 mars 2007     | 17       | 2 fois               | 2 fois        |
| Paniers marqués            | 13               | 2 fois                      | 2 fois           | 7        | Pistons de Détroit   | 15 mai 2005   |
| Paniers tentés             | 31               | @ Bulls de Chicago          | 18 décembre 2004 | 19       | @ Pistons de Détroit | 11 mai 2005   |
| Paniers à 3 points réussis | 5                | 2 fois                      | 2 fois           | 5        | Heat de Miami        | 6 mai 2004    |
| Paniers à 3 points tentés  | 10               | @ Nets du New Jersey        | 30 décembre 2004 | 6        | 2 fois               | 2 fois        |
| Lancers francs réussis     | 11               | @ Magic d'Orlando           | 30 mars 2007     | 4        | @ Pistons de Détroit | 11 mai 2005   |
| Lancers francs tentés      | 15               | @ Bulls de Chicago          | 18 décembre 2004 | 5        | 3 fois               | 3 fois        |
| Rebonds offensifs          | 5                | Nets du New Jersey          | 16 avril 2003    | 2        | 4 fois               | 4 fois        |
| Rebonds défensifs          | 11               | @ Pistons de Détroit        | 17 novembre 2001 | 8        | @ Heat de Miami      | 12 mai 2004   |
| Rebonds totaux             | 13               | @ Pistons de Détroit        | 17 novembre 2001 | 8        | @ Heat de Miami      | 12 mai 2004   |
| Passes décisives           | 23               | Wizards de Washington       | 22 novembre 2001 | 13       | @ Celtics de Boston  | 27 avril 2003 |
| Interceptions              | 8                | @ Pistons de Détroit        | 19 novembre 2004 | 5        | @ Celtics de Boston  | 3 mai 2005    |
| Contres                    | 5                | Timberwolves du Minnesota   | 16 novembre 2001 | 1        | 6 fois               | 6 fois        |
| Balles perdues             | 9                | @ Trail Blazers de Portland | 27 novembre 2001 | 7        | Pistons de Détroit   | 15 mai 2005   |
| Minutes jouées             | 56               | Mavericks de Dallas         | 5 février 2002   | 43       | Celtics de Boston    | 19 avril 2003 |

- Double-double : 54 (dont 2 en playoffs)
- Triple-double : 2

## Pour approfondir